# Irracional quadrático
Na matemática, um número irracional quadrático é um número algébrico irracional, que é solução de uma equação quadrática com coeficientes racionais. Utilizando a fórmula de Bhaskara, observa-se que todo irracional quadrático pode ser representado na forma {\displaystyle {a\pm {\sqrt {b}} \over c}} para três números inteiros {\displaystyle a{,}b>0{,}\ c\not =0}. Aqui b não é um número quadrado. Para b fixo com a e c variáveis obtém-se elementos de um corpo quadrático.
Números irracionais quadráticos são especialmente interessantes em relação a frações contínuas, pois eles, e somente eles, tem desenvolvimento em frações contínuas periodicamente contínuas.
Exemplo:
{\displaystyle {\sqrt {3}}=1{,}73205\ldots =[1;1,2,1,2,1,2,\ldots ]=[1;{\overline {1,2}}]}